# Zilan Tigris
Zilan Tigris (în armeană Զիլան Տիգրիս; n. 1972, Diyarbakır, Turcia – d. 6 februarie 2023, Diyarbakır, Turcia) a fost o cântăreață turcă de origine armeană.

## Biografie
Zilan Tigris s-a născut în Diyarbakır, unde a studiat la școala primară, secundară și superioară. Atât mama, cât și tatăl ei au fost etnici armeni. Bunica sa din partea mamei și-a pierdut întreaga familie în timpul Genocidului Armean, în care doar o soră a supraviețuit. Bunica ei a fost adoptată de un colonel, iar sora bunicii a fost vândută în piață.

## Carieră
Tigris a lucrat în industria muzicală timp de aproximativ trei decenii. Ea a lansat două albume în 1992 și 1998, care conțineau doar cântece în limba kurdă. În 1989, a creat primul cor de copii la Diyarbakır, iar în 2005, a fondat primul cor de femei din oraș. În 2015, Tigris a participat la programul „Ari Tun” organizat de Ministerul Diasporei, în cadrul căruia a vizitat Armenia. Ea a cântat în kurdă, turcă și armeană.

## Viață personală
Tigris a fost căsătorită cu actorul turc Çağdaș Çankaya și a avut un fiu adoptiv pe nume Arat Barıș.  

## Deces
La 6 februarie 2023, în sud-vestul Turciei au avut loc cutremurele din Turcia-Siria din 2023 cu magnitudinea maximă de 7,8 în care și orașul Diyarbakır a fost puternic afectat. A doua zi, s-a aflat că și Tigris se află sub dărâmături. Două zile mai târziu, la 9 februarie, cadavrul ei și al soțului său, Çankaya, au fost scoase din dărâmături. A fost înmormântată în cimitirul Yeniköy din Diyarbakır.